# Cazaux (La Teste-de-Buch)
Pour les articles homonymes, voir Cazaux.
Cazaux (en occitan gascon Casaus [kaˈzaws]) est un quartier de la commune de La Teste-de-Buch dans le département de la Gironde en Nouvelle-Aquitaine, et qui abrite une importante base aérienne militaire (BA 120).
La cloche de l'église, réalisée en 1546, est classée monument historique.
À l'extrémité sud du Pays de Buch, Cazaux est traversé par le canal des Landes allant du lac de Cazaux au bassin d'Arcachon. Ce canal n'est praticable qu'à chacune de ses extrémités.

## Toponymie
Le toponyme est documenté sous les formes latine Casalibus (ablatif pluriel de casalis, 1299) ou romane Casaus (1307-1317). La prononciation gasconne est [kaˈzaws].
Il s'agit du pluriel du nom gascon casau qui désigne aujourd'hui « le jardin, les terres dépendant de la maison ». Il dérive de l'adjectif latin casalis, dérivé de casa qui signifia d’abord « hutte » puis « maison rurale », « métairie ». Le terme casau (comme hors de la Gascogne, casal ou chasal) a pris les sens de « château, bâtisse, bourg, domaine agricole ».
La graphie restituée est Casaus.

## L'église
L'église a été reconstruite loin de la zone inondable, avec les matériaux (blocs de garluche) de l'ancienne église qui se trouvait dans le cimetière actuel.

## Le lac

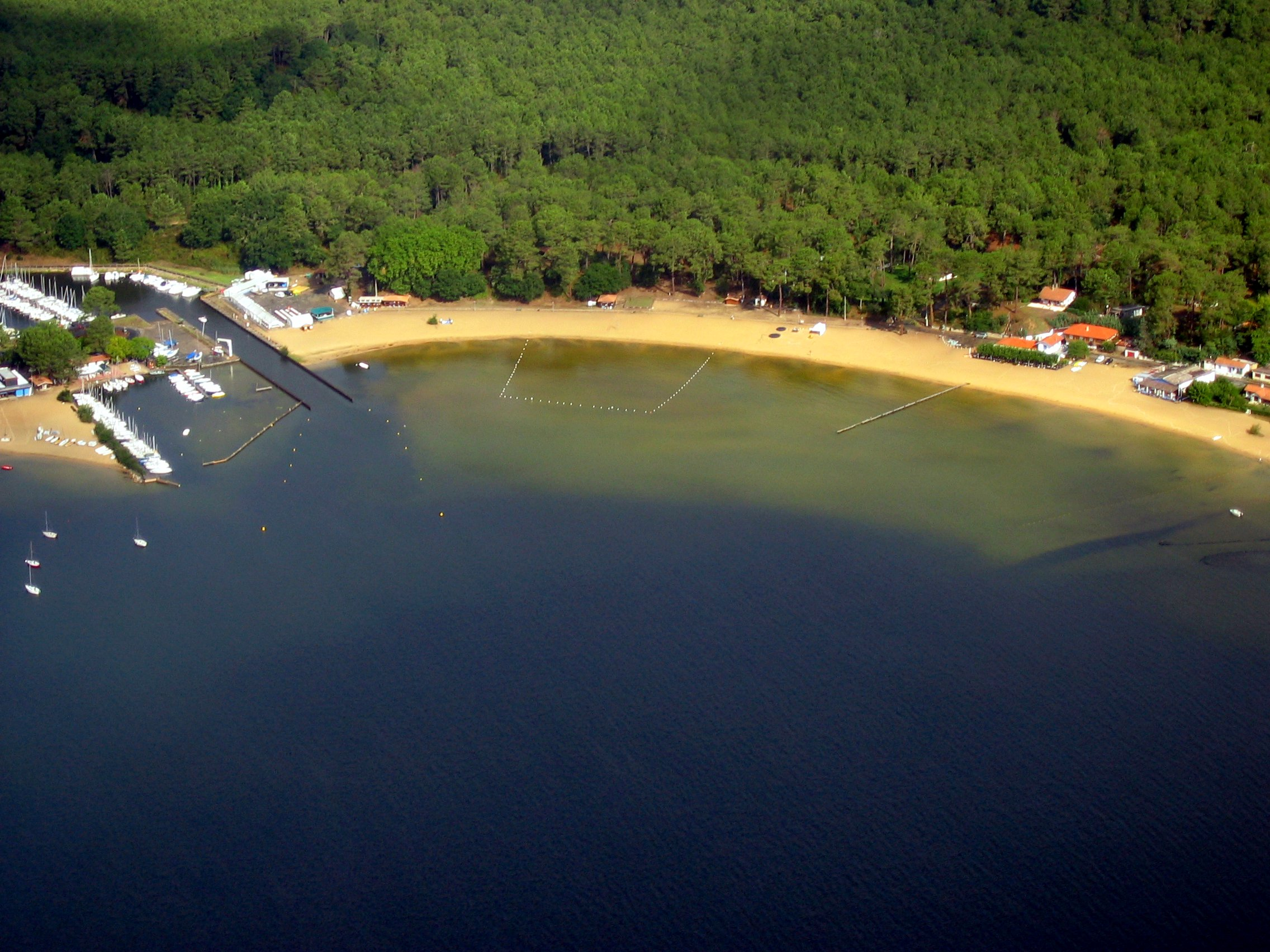
Plage de la Gemmayre à Cazaux.

## La plaine de Cazaux
La plaine de Cazaux s'étend sur le versant nord du lac vers le bassin d'Arcachon.
Ce fut le lieu de nombreuses expérimentations infructueuses quant à la mise en valeur des Landes de Gascogne, en particulier au XVIIIe siècle où un financier suisse Daniel Nézer fit faillite en tentant de cultiver ces terres fertiles. Pour plus d'informations historiques sur la situation de Cazaux au XVIIIe siècle.
Au XIXe siècle, la « Compagnie industrielle et agricole d'Arcachon » entreprit de cultiver pommes de terre, betteraves, riz, tabac et arbres fruitiers, toujours sans succès. Le pin maritime reste bel et bien la seule ressource de cette région grâce au bois d’œuvre et au gemmage, qui se généralisera dans toutes les landes à partir de la seconde moitié du XIXe siècle, se substituant ainsi au système agro-pastoral largement répandu sur le territoire.
On trouve aujourd'hui dans la plaine de Cazaux la base aérienne 120 (B.A. 120), construite en 1914.
Après un premier forage réussi en 1959, la région de Cazaux a vu le développement et l'exploitation de plusieurs puits de pétrole.